# Тринаести српски корпус НОВЈ
Тринаести српски корпус био је корпус Народноослободилачке војске Југославије формиран 7. септембра 1944. од Друге пролетерске, 22. и 24. српске дивизије. Већ 20. септембра, Друга пролетерска дивизија је изашла из његовог састав, а ушла је 46. српска дивизија. Октобра 1944. у састав корпуса ушла је 47. српска дивизија. Командант корпуса био је Љубо Вучковић, а политички комесар Василије Смајевић.
Одлуком Врховног штаба НОВ и ПОЈ од 3. децембра 1944. Штаб корпуса је расформиран, а његове јединице стављене су под непосредну команду Главног штаба НОВ и ПО Србије.

## Борбени пут Тринаестог корпуса
Тринаести српски корпус је дејствовао у јужној Србији, на простору између река Ибра, Западне Мораве и Нишаве, југословенско-бугареске границе, реке Пчиње и границе Косова. Наредбом Главног штаба НОВ и ПО Србије, од 8. септембра 1944. године, добио је задатак да развије операције у долини Јужне Мораве и Нишаве. Својим дејством онемогућавао је повлачење немачкој Групи армија „Е“ из Грчке и Македоније. Почетком септембра корпус је ослободио: Врање, Бујановац, Владичин Хан и Сурдулицу, 8. септембра; Бабушницу, Пирот, Цариброд и Босилеград, 10. септембра. До половине септембра непријатељ је остао само и утврђеним гарнизинима у Нишу, Лесковцу и Властоинцу. Корпус је 9. септембра разбио и Чегарски четнички корпус.
Крајем септембра и почетком октобра, корпус је водио борбе са немачким јединицама из Групе армија „Е“, које су покушавале да се пробију од Скопља ка Београду. Заједно са јединицама Друге бугарске отачаствено-фронтовске амрије и 223. дивизије Црвене армије, од 8. до 14. октобра учествовао је у борбама за ослобођење Ниша. Корпус је 10. октобра ослободио Власотинце, а 11. октобра Лесковац и Врање.
Ослобођењем Ниша и Врања уништене су јаке немачке снаге и пресечена одступница Групи армија „Е“ Моравском долином. У другој половини октобра и у новембру корпус је учествовао у борбама за ослобођење северног Косова. И учествовао ослобођењу: Приштине, 19. новембра; Вучитрна, 20. новембра; Косовске Митровице, 22. новембра и Новог Пазара, 30. новембра.

## Командни састав корпуса
- Командант корпуса:
  - Љубо Вучковић — од формирања корпуса до септембра 1944.
- Политички комесар корпуса:
  - Василије Смајевић — од формирања корпуса до септембра 1944.
- Начелник Штаба корпуса:
  - Момчило Полексић — од формирања корпуса до септембра 1944.